# Erliquiose

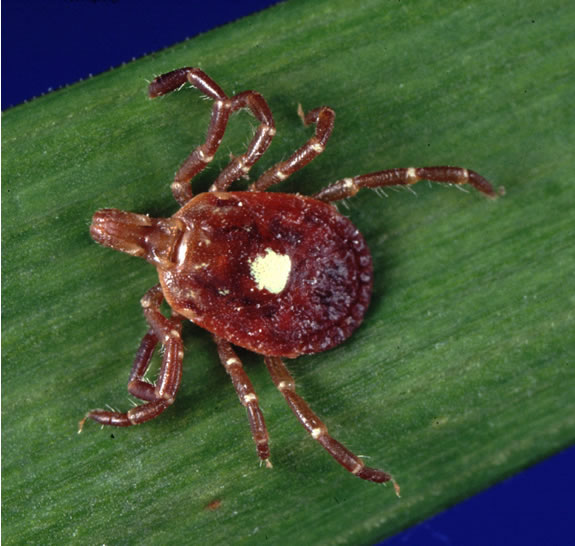
Carrapato estrela, que é um dos três carrapatos que podem transmitir a Ehrlichiose. É caracterizado pelo ponto branco em suas costas.

Erliquiose (ou então Erlichiose) é uma doença causada por bactérias gram-negativas da família Anaplasmataceae, gêneros Ehrlichia, Anaplasma e Neorickettsia (a). Estas bactérias são parasitas intracelulares obrigatórios que infectam geralmente glóbulos brancos. A patologia afeta tanto humanos como animais e é transmitida através da picada de carrapatos, com a inoculação de células parasitadas com o agente etiológico.

## Patologias e agentes etiológicos
- Erliquiose monocítica canina - causada pela Ehrlichia canis
- Erliquiose granulocítica canina - causada por Ehrlichia ewingii e Anaplasma phagocytophilum
- Erliquiose trombocítica canina (atualmente Trombocitopenia ciclíca canina) - causado pelo Anaplasma platys
- Erliquiose felina - agente ainda não completamente caracterizado, infecções naturais com E. canis e experimentalmente com E. equi e N. risticii são reportadas
- Erliquiose monocítica eqüina - causada pela Neorickettsia risticii
- Febre do Rio Potomac ou erliquiose granulocítica equina - causada pelo Anaplasma phagocytophilum (b)
- Erliquiose bovina (Nopi) - causada pelo Anaplasma bovis
- Erliquiose ovina (atualmente anaplasmose ovina) - causada pelo Anaplasma ovis
- Erliquiose granulocítica humana (atualmente anaplasmose granulocítica humana) - causada pelo Anaplasma phagocytophilum
- Erliquiose monocítica humana - causada por Ehrlichia chaffeensis e Ehrlichia canis